# 349 Dembowska
349 Dembowska é um asteroide que está localizado no Cinturão principal. Este corpo celeste possui uma magnitude absoluta de 5,93 e um diâmetro com cerca de 140 km.

## Descoberta e nomeação
349 Dembowska foi descoberto no dia 9 de dezembro de 1892, pelo astrônomo francês Auguste Charlois enquanto trabalhava no observatório em Nice, na França. Ele foi nomeado em homenagem ao Barão Hercules Dembowski, astrônomo italiano que fez contribuições significativas para a pesquisa sobre estrelas duplas e múltiplas.

## Características orbitais
A órbita de 349 Dembowska tem uma excentricidade de 0,087 e possui um semieixo maior de 2,927 UA. O seu periélio leva o mesmo a uma distância de 2,672 UA em relação ao Sol e seu afélio a 3,181 UA.